# Peter Vecernik
Peter Vecernik (Vienna, 14 marzo 1932) è un ex cestista austriaco.

## Carriera
Con l'Austria ha disputato due edizioni dei Campionati europei (1951, 1955).